# Выползово (Спасский район)
Выползово — село в Спасском районе Рязанской области. Входит в Панинское сельское поселение

## География
Находится в центральной части Рязанской области на расстоянии приблизительно 15 км на север-северо-запад по прямой от районного центра города Спасск-Рязанский на левобережье Оки.

## История
Отмечалась еще на карте 1840 года как поселение с 60 дворами. На карте 1850 года показана как поселение со 142 дворами. В 1859 году здесь (тогда территория Спасского уезда Рязанской губернии) было учтено 99 дворов, в 1897—221.

## Население
Численность населения: 843 человека (1859 год), 1525 (1897), 86 в 2002 году (русские 100 %), 58 в 2010.